# Bioensaio
Bioensaio ou ensaio biológico é um tipo de experimento científico que investiga os efeitos de uma substância em um órgão isolado ou em um organismo vivo. É essencial no desenvolvimento de novas drogas e monitoramento de poluentes no meio ambiente.
Pode ser quantitativo ou qualitativo.
- Bioensaios qualitativos: usados para avaliar os efeitos físicos de uma substância que não pode ser quantificada, tais como em um desenvolvimento anormal ou deformidade.
- Bioensaios quantitativos: envolve estimativa da concentração ou potência de uma substância pela medida da resposta biológica que ela produz. Geralmente há o uso de bioestatística.

## Aplicação
ver bioensaio Luminotox.